# Nikita Vyacheslavovich Andreyev
Nikita Vyacheslavovich Andreyev (tiếng Nga: Никита Вячеславович Андреев; sinh ngày 23 tháng 3 năm 1997) là một cầu thủ bóng đá người Nga. Anh thi đấu cho F.K. Shinnik Yaroslavl.

## Sự nghiệp câu lạc bộ
Anh có màn ra mắt tại Giải bóng đá Quốc gia Nga cho F.K. Shinnik Yaroslavl vào ngày 8 tháng 11 năm 2014 trong trận đấu với F.K. Volga Nizhny Novgorod.